# Ghazanchi
Ghazanchi (in armeno Ղազանչի?) è un comune di 571 abitanti (2001) della Provincia di Shirak in Armenia.